# Metakognitiv terapi

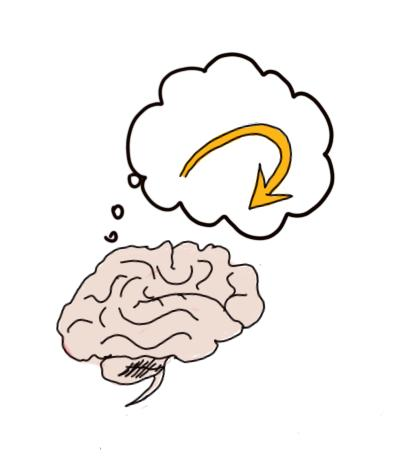
Tankar om tankar.

Metakognitiv terapi (MKT; förkortas vanligen MCT, utifrån den engelska benämningen, av de som arbetar med metoden) är en psykoterapi utvecklad av den brittiske psykologen Adrian Wells. I terapin utgår man ifrån att psykologiska besvär beror på överdriven upptagenhet av negativa tankar, känslor och andra inre upplevelser. Denna upptagenhet kan vara både negativt tänkande (oro, grubblande m.m.) och ett kontraproduktivt sätt att hantera dem. Att de negativa tankarna får så stort utrymme för en person beror på personens antaganden om tankarna, d.v.s. personens metakognitioner. Målet med terapin är att ändra personens metakognitioner för att ändra dennes förhållningssätt till sina tankar och upplevelser. Inte alla metakognitioner är relevanta för terapin, utan endast de metakognitiva antaganden som bidrar till personens överdrivna upptagenhet av negativa tankar, vanligen att oro/grubbel är okontrollerbart, att tankarna är betydelsefulla, viktiga eller skadliga samt att oro/grubblande kan vara fördelaktigt på olika sätt.   
Fyra metaanalyser har kommit fram till att metakognitiv terapi är en effektiv terapi, varav den senaste visar på en enorm effektstorlek. Mer exakt g = 2,06.

## Förklaringsmodell för psykisk ohälsa
Den förklaringsmodell som används inom metakognitiv terapi kallas "self-regulatory executive function model" (S-REF). S-REF används utbytbart med "den metakognitiva modellen" och består av delarna automatiska processer, kognitiv stil och metakognitiv kunskap. Kognitiv stil innebär de tankeprocesser vi använder och tolkningar vi gör av saker. I detta ingår det kognitiva uppmärksamhetssyndromet som innebär saker vi gör som på olika sätt förlänger våra negativa tankar och upplevelser. Även automatiska processer, så som påträngande tankar, ingår i S-REF. Den metakognitiva kunskapen innefattar både explicit och implicit kunskap om vårt eget fungerande (metakognitiva antaganden). Det är denna kunskap som styr hur vi gör för att självreglera och på andra sätt hantera negativa tankar, negativa känslor m.m.

### Kognitiva uppmärksamhetssyndromet
I den metakognitiva modellen förklaras symtom som en konsekvens av psykologiska processer som kallas kognitivt uppmärksamhetssyndrom. Det kognitiva uppmärksamhetssyndromet innefattar tre huvudsakliga processer varav alla tre innebär förlängt tänkande som reaktion på negativa tankar. De tre processerna är:
- Oro/Ruminering; andra former av ältande och övertänkande
- Hotmonitorering
- Copingstrategier som hindrar naturligt bearbetande eller på annat sätt är kontraproduktiva

Alla dessa styrs av patientens metakognitiva uppfattningar, inklusive tron att dessa processer skulle vara hjälpsamma i att hantera patientens upplevda problem, när de i själva verket drar ut på symtomen. Processerna behöver inte utesluta varandra.
Ruminerande kan innebära att gå runt och grubbla kring ett problem, exempelvis "Borde jag verkligen...".
Hotmonitorering innebär att hålla fokus på det som kan vara farligt eller jobbigt, exempelvis "Ser de att mina händer skakar?".
Dysfunktionella copingstrategier kan innebära att vi hanterar negativa tankar på ett sätt som drar ut på tankarna, exempelvis att ringa ens partner när en tanke om att denne är otrogen dyker upp. Konsekvensen av detta blir fortsatt tänkande på partners potentiella otrohet. 

### Metakognitiva antaganden
Det kognitiva uppmärksamhetssyndromet styrs av våra metakognitiva antaganden. Metakognitioner är de (semantiska och procedurella) kunskaper vi har om våra kognitioner. Dessa kan delas in i positiva och negativa metakognitiva antaganden.

#### Positiva metakognitiva antaganden
Dessa handlar om hur våra tankar kan vara användbara för oss. När det kommer till det kognitiva uppmärksamhetssyndromet kan dessa handla om att det är bra att ruminera eller att det är bra att ha koll på möjliga hot (hotmonitorering).  
Exempel på detta kan vara: 
- "Oro kommer göra att jag är förberedd"
- "Jag behöver verkligen fundera på varför jag är deprimerad så att jag kan hitta en lösning"
- "Om jag vet vilka brister folk ser hos mig kan jag dölja dem"
- "Jag behöver hålla koll på mina dåliga tankar så att jag inte agerar på dem"

Vid första anblick kan dessa te sig som användbara tankar. En terapeut kan därför hjälpa klienten att ifrågasätta detta genom att exempelvis fråga klienten om det är möjligt att vara förberedd utan att oroa sig; om lösningen kan vara att sluta tänka på anledningar till att vara deprimerad; hur patienten vet vad andra personer ser som brister och inte; om kontrollen kan vara ett hinder för att ta reda på sanningshalten i tankarna.

#### Negativa metakognitiva antaganden
Negativa metakognitiva antaganden kan delas in i två grupper: De om att man inte har någon kontroll över tankar samt de om tankars betydelse, fara och vikt. Dessa förhållningssätt till tankar och mentala bilder leder till fortsatt eller ökat kognitivt uppmärksamhetssyndrom, då en uppfattning att kognitioner inte går att kontrollera kommer leda till uteblivna försök till kontroll och om vi upplever tankar som farliga och som sanningsbärande ökar vår hotmonitorering (fokus på tankarna).
Exempel på detta kan vara:
- "Oro går inte att styra över"
- "Om jag börjar oroa mig kommer jag inte kunna sluta"
- "Mitt oroande tär verkligen på min hälsa"
- "Om jag tänker på att bilen kraschar kan den göra det och då är det mitt fel"

## Behandling
Målet i metakognitiv terapi är att ändra de metakognitiva antaganden som leder till en överdriven upptagenhet av negativa tankar, som reaktion på automatiska tankar. Dessa metakognitiva antaganden ändras genom samtal där olika perspektiv på metakognitionen utforskas och utmanas. De kan även testas genom beteendeexperiment. Antagandet om oros/grubblandes okontrollerbarhet kan ändras genom övningar i att kontrollera tankar på ett adaptivt sätt. Även andra övningar kan förekomma. Behandlingen använder sig inte av exponering, som är en vanlig intervention i KBT, för att uppnå ångestreduktion. 
Behandlingen kan även innehålla uppmärksamhetsträning för att stärka ens förmåga att hantera tankar på ett önskvärt sätt.

### Detached Mindfulness
"Detached mindfulness" (begreppet saknar 2021-06-04 vedertagen svensk översättning) och innebär en metamedvetenhet av tankar tillsammans med att man inte gör någonting med tanken. Detta metakognitiva läge innebär en flexibilitet i hur man hanterar en tanke, inklusive att inte hantera den alls och låta den passera av sig själv. Detta kan ställas i kontrast till att hantera den på något sätt, vilket får den paradoxala effekten att man blir mer upptagen av den, även om syftet är att göra sig av med den. 
Adrian Wells uttrycker att "detached mindfulness" och mindfulness är olika saker och att mindfulness är för brett och löst definierat för att kunna ställas som motstycke.

## Evidens

### Behandling
En metaanalys visar att  metakognitiv terapi har en effektstorlek på g = 2,0 och g = 1,65 vid uppföljning för depression och ångestsyndrom. En annan metaanalys visar på att  metakognitiv terapi har en effektstorlek på g = 2,06 jämfört med väntelista. Ytterligare en metaanalys har fastställt att metakognitiv terapi är en effektiv terapi. En metaanalys av fallstudier (n = 53) visar på en stor effekt på depression, ångest och andra psykologiska symtom.
"Attention training technique", uppmärksamhetsträning som är en del av behandlingen, har visats vara en möjlig, fristående behandling för affektiva tillstånd (Cohen's d = 0.40-1.23) och eventuellt även schizofrenisymtom.

### Metakognitiv terapis effekt jämfört med andra terapier
Två metaanalyser har undersökt  metakognitiv terapis effekt jämfört med KBT. Den ena kom fram till att  metakognitiv terapi var bättre än KBT (g = 0,97) för depression och ångestsyndrom och den andra kom fram till att  metakognitiv terapi hade en effektstorlek på g = 0,69 jämfört med KBT postbehandling och g = 0,37 vid uppföljning.

### Empiriskt stöd för modellen
Den metakognitiva modellen, S-REF, får stöd i översiktsartiklar vad gäller metakognitioners, vår uppmärksamhets och det kognitiva uppmärksamhetssyndromets roll för psykisk ohälsa. Metakognitioner spelar även roll för måendet hos de med medicinska åkommor. 

## Metakognitiv terapi i jämförelse med andra terapiformer
Målet i MCT är att förändra de metakognitioner som styr det kognitiva uppmärksamhetssyndromet, vilket ska leda till minskat engagemang i negativa tankar. Detta blir teoretiskt motstridigt vanliga tekniker inom kognitiv beteendeterapi (KBT) där metoden ofta är att gå in i de problematiska tankarna för att bearbeta och exponera, vilket, enligt Adrian Wells är att hålla kvar de negativa tankarna i fokus. Detsamma gäller för ACT och mindfulness som enligt metakognitiv terapi är diffust definierat och inbjuder till det kognitiva uppmärksamhetssyndromet, då de bjuder in till mer tänkande och fokus på de negativa tankarna. I MCT ser man även känslor (de kliniskt relevanta) som en effekt av ens tankar, vilket innebär att man aldrig behöver exponera sig för att minska negativa känslor. I KBT finns ett antagande om att negativa känslor beror på inlärning (man har lärt sig koppla ångest, bl.a., till något stimulus), vilket korrigeras genom exponering. Därför innefattar många KBT:er att utsätta sig för det som väcker (tankar som väcker) obehag för att på så sätt minska obehaget.  